# Odstupné
Odstupné je peněžité plnění, jehož zaplacením dojde ke zrušení uzavřeného závazku. Zvláštní význam má odstupné v pracovněprávní oblasti, kde jde o jistou kompenzaci při rozvázání pracovního poměru.
V případě obecného odstoupení od smlouvy vždy platí, že je třeba odstupné sjednat předem, jinak ke zrušení závazku nedojde. Ani poskytnutí odstupného navíc nemůže znamenat zrušení smlouvy, pokud tato již byla alespoň částečně splněna.

## Odstupné při rozvázání pracovního poměru
Zaměstnavatel je povinen odstupné ze zákonem stanovených důvodů při rozvázání pracovního poměru poskytnout. Vyplácí se pak v nejbližším výplatním termínu po skončení pracovního poměru, ledaže se zaměstnanec a zaměstnavatel dohodnou na termínu jiném. Bude-li ale zaměstnanec pro zaměstnavatele dále před uplynutím doby určené podle počtu násobků průměrných výdělků, z nichž byla odvozena výše odstupného, pracovat, ať už v pracovním poměru, nebo na základě dohody o pracovní činnosti, je povinen poměrnou část odstupného vrátit.
Jestliže dojde k výpovědi či k dohodě o rozvázání pracovního poměru z důvodu rušení zaměstnavatele nebo jeho části, přemístění jeho sídla mimo dosah zaměstnance nebo pokud se daný zaměstnanec stane nadbytečným, případně jestliže zaměstnanec platně pracovní poměr okamžitě zrušil, poskytuje se (ve znění novely zákoníku práce účinné od 1. ledna 2012) odstupné ve výši nejméně:
- jednonásobku jeho průměrného výdělku, jestliže jeho pracovní poměr u zaměstnavatele trval méně než 1 rok,
- dvojnásobku jeho průměrného výdělku, jestliže jeho pracovní poměr u zaměstnavatele trval alespoň 1 rok a méně než 2 roky,
- trojnásobku jeho průměrného výdělku, jestliže jeho pracovní poměr u zaměstnavatele trval alespoň 2 roky,
- součtu trojnásobku jeho průměrného výdělku a částek uvedených výše v případě, že dochází k rozvázání pracovního poměru v době, kdy se na zaměstnance vztahuje tzv. vyrovnávací období upravené kolektivní smlouvou, a to nepřesáhne nejvýše 52 týdnů po sobě jdoucích, v rozsahu nejvýše 120 hodin,

Jestliže je ale pracovní poměr ukončen na základě lékařského posudku z důvodu pracovního úrazu, nemoci z povolání nebo ozáření, je odstupné stanoveno už ve výši nejméně dvanáctinásobku průměrného výdělku (nicméně jestliže se zaměstnavatel platně a zcela zprostí své odpovědnosti, odstupné zaměstnanci nenáleží).